# Deven Sideroff
Deven Sideroff (né le 14 avril 1997 à Kamloops, dans la province de la Colombie-Britannique au Canada) est un joueur professionnel canadien de hockey sur glace.

## Carrière en club
En 2012, il commence sa carrière avec les Blazers de Kamloops dans la Ligue de hockey de l'Ouest. Il passe professionnel avec le Gulls de San Diego dans la Ligue américaine de hockey en 2015. Il est choisi au cours du repêchage d'entrée 2015 dans la Ligue nationale de hockey par les Ducks d'Anaheim en 3e ronde, en 84e position.

## Statistiques
| Saison    | Équipe              | Ligue       |    | Saison régulière | Saison régulière | Saison régulière | Saison régulière | Saison régulière |   | Séries éliminatoires | Séries éliminatoires | Séries éliminatoires | Séries éliminatoires | Séries éliminatoires |
| Saison    | Équipe              | Ligue       | PJ | B                | A                | Pts              | Pun              | PJ               | B | A                    | Pts                  | Pun                  |                      |                      |
| 2012-2013 | Blazers de Kamloops | LHOu        | 2  | 1                | 1                | 2                | 0                | -                | - | -                    | -                    | -                    |                      |                      |
| 2013-2014 | Blazers de Kamloops | LHOu        | 12 | 2                | 4                | 6                | 6                | -                | - | -                    | -                    | -                    |                      |                      |
| 2014-2015 | Blazers de Kamloops | LHOu        | 64 | 17               | 25               | 42               | 25               | -                | - | -                    | -                    | -                    |                      |                      |
| 2015-2016 | Blazers de Kamloops | LHOu        | 63 | 19               | 40               | 59               | 28               | 7                | 0 | 3                    | 3                    | 4                    |                      |                      |
| 2015-2016 | Gulls de San Diego  | LAH         | 1  | 0                | 0                | 0                | 0                | -                | - | -                    | -                    | -                    |                      |                      |
| 2016-2017 | Blazers de Kamloops | LHOu        | 67 | 36               | 42               | 78               | 49               | 6                | 0 | 1                    | 1                    | 2                    |                      |                      |
| 2016-2017 | Gulls de San Diego  | LAH         | 3  | 0                | 1                | 1                | 4                | -                | - | -                    | -                    | -                    |                      |                      |
| 2017-2018 | Gulls de San Diego  | LAH         | 47 | 4                | 4                | 8                | 38               | -                | - | -                    | -                    | -                    |                      |                      |
| 2018-2019 | Gulls de San Diego  | LAH         | 20 | 0                | 6                | 6                | 7                | -                | - | -                    | -                    | -                    |                      |                      |
| 2019-2020 | Oilers de Tulsa     | ECHL        | 18 | 6                | 6                | 12               | 23               | -                | - | -                    | -                    | -                    |                      |                      |
| 2019-2020 | Gulls de San Diego  | LAH         | 16 | 2                | 2                | 4                | 2                | -                | - | -                    | -                    | -                    |                      |                      |
| 2020-2021 | HC Innsbruck        | ICEHL       | 48 | 15               | 23               | 38               | 38               | -                | - | -                    | -                    | -                    |                      |                      |
| 2021-2022 | Kristianstads IK    | Allsvenskan | 48 | 15               | 21               | 36               | 59               | 4                | 1 | 2                    | 3                    | 6                    |                      |                      |
| 2022-2023 | HKm Zvolen          | Extraliga   | 57 | 16               | 23               | 39               | 36               | 15               | 1 | 3                    | 4                    | 4                    |                      |                      |
| 2023-2024 | Rytíři Kladno       | Extraliga   | 49 | 9                | 7                | 16               | 18               | -                | - | -                    | -                    | -                    |                      |                      |
| 2024-2025 | Glasgow Clan        | EIHL        | 48 | 25               | 24               | 49               | 55               | 2                | 0 | 1                    | 1                    | 2                    |                      |                      |

## En équipe nationale
| Année | Équipe         | Compétition                               |   | PJ | B | A | Pts | Pun                |  | Résultat |
| 2015  | États-Unis U18 | Championnat du monde moins de 18 ans 2015 | 7 | 3  | 1 | 4 | 12  | Médaille de bronze |  |          |

## Transactions en Carrières
- Le 27 juin 2014, Son choix de repêchage est échangé aux Ducks d'Anaheim par les Canucks de Vancouver avec Ryan Kesler en retour de Nick Bonino, Luca Sbisa, un choix de 1re ronde au repêchage de 2014 et un choix de 3e ronde au repêchage de 2014.